# Карташевка (Башкортостан)
Карташевка (баш. Карташевка) — деревня в Архангельском районе Республики Башкортостан России. Входит в состав Орловского сельсовета.

## География
Деревня находится в устье реки Зилим, на берегу старицы реки Белая.

### Географическое положение
Расстояние до:
- районного центра (Архангельское): 20 км,
- центра сельсовета (Орловка): 7 км,
- ближайшей железнодорожной станции (Приуралье): 34 км.

## Население
| 2002 | 2009 | 2010 |
| ---- | ---- | ---- |
| 116  | ↗131 | ↘103 |

### Национальный состав
Согласно переписи 2002 года, преобладающая национальность — русские (78 %).